# Menaforia szepligetii
Menaforia szepligetii là một loài tò vò trong họ Ichneumonidae.